# Baronet

A baronet rang jelvénye (Ulster)

A baronet brit köznemesi cím vagy inkább egyfajta rend (order) volt. Magyarra albáróként fordítható le. I. Jakab (1603–1625) angol király hozta létre, 1611-ben, a nemesi címek tömeges adományozásával egyetemben a földbirtokos elit aspirációinak kielégítésére és az ulsteri protestáns betelepítés ösztönzésére. Az angol baronetek számát eredetileg 200-ban korlátozták és egy cím kihalása után nem lehetett helyette újat létrehozni, de ezek a korlátozások hamar megszűntek. A baronetnek 30 gyalogost kellett tartania Írországban két évig. Az ír baronet cím 1619-ben, a skót 1629-ben jött létre jutalomként Új-Skócia betelepítésének ösztönzésére.
Az egyik legalacsonyabb nemesi cím volt. Rangban megelőzték a lovagokat, kivéve azokat, akiket maga a király vagy a walesi herceg ütött lovaggá a királyi zászló alatt a csatatéren. Általában a középső társadalmi rétegek, a vállalkozók, politikai szimpatizánsok kapták meg anyagi juttatás fejében. Amikor azonban az udvar túlságosan gátlástalanul alkalmazkodott az igényekhez és több címet adott el az előre rögzítettnél, alacsony társadalmi állású emberek is megszerezhették. A cím ára nagyot esett, s végül már házalók is foglalkoztak in bianco oklevelek értékesítésével. Ezért 1707-ben beszüntették az adományozását.
A baronetek és az angol lovagok nem viseltek rangjelölő koronát.
Jelvényük Ulster tartomány címeréből ered, melyet telken vagy boglárpajzson viselnek a boglárhelyen vagy némileg az alatt. Nem használható azonban négyelt pajzson, kivéve, ha a baronetnek két neve van és a négyelés ennek felel meg.

## Kapcsolódó szócikk
báró